# Tuli (Trebinje)
Pour les articles homonymes, voir Tuli.
Tuli (en serbe cyrillique : Тули) est un village de Bosnie-Herzégovine. Il est situé sur le territoire de la ville de Trebinje et dans la république serbe de Bosnie. Selon les premiers résultats du recensement bosnien de 2013, il compte 29 habitants.

## Géographie
Le village est entouré par les localités suivantes :
| Gornje Čičevo   |      | Turmenti      |
| Bugovina Uvjeća | Tuli | Turmenti Kraj |
|                 | Kraj |               |

## Démographie

### Évolution historique de la population dans la localité
| 1948 | 1953 | 1961 | 1971 | 1981 | 1991 | 2013 |
| ---- | ---- | ---- | ---- | ---- | ---- | ---- |
| -    | -    | 157  | 131  | 105  | 54   | 29   |

|  |

### Répartition de la population par nationalités (1991)
En 1991, les 54 habitants du village étaient tous serbes.